# Troféu Andratx-Mirador D'es Colomer de 2023
A 32.ª edição da clássica de ciclismo Troféu Andratx-Mirador D'es Colomer de 2023 foi uma corrida na Espanha que se celebrou a 27 de janeiro de 2023 sobre um percurso de 160,9 km na ilha balear de Mallorca. A corrida fez parte do terceiro troféu da Challenge Ciclista a Mallorca de 2023.
A corrida fez parte do UCI Europe Tour de 2023, calendário ciclístico dos Circuitos Continentais da UCI, dentro da categoria 1.1 e foi vencida pelo belga Kobe Goossens do Intermarché-Circus-Wanty. Completaram o pódio, como segundo e terceiro classificado respectivamente, o espanhol Pelayo Sánchez do Burgos-BH e o belga Lennert Van Eetvelt do Lotto Dstny.

## Equipas participantes
Tomaram parte na corrida 19 equipas: 8 de categoria UCI WorldTeam, 8 de categoria UCI ProTeam, 2 de categoria Continental e a seleção da Espanha. Formaram assim um pelotão de 144 ciclistas dos que acabaram 49. As equipas participantes foram:
| Equipes WorldTeam (8)- Bora-Hansgrohe - Cofidis - EF Education-EasyPost - Intermarché-Circus-Wanty - Movistar Team - Soudal Quick-Step - Arkéa-Samsic - UAE Team Emirates Equipes ProTeam (8)- Burgos-BH - Caja Rural-Seguros RGA - Equipo Kern Pharma - Eolo-Kometa - Euskaltel-Euskadi - Human Powered Health - Israel-Premier Tech - Team Flanders-Baloise Equipes Continentais (2)- Electro Hiper Europa - Project Echelon Racing Equipe nacional- Espanha |
| |

## Classificação final
- A classificação finalizou da seguinte forma:[3]

| \| Classificação geral \| Classificação geral \| Classificação geral \| Classificação geral \| Classificação geral \| \| Ciclista \| Ciclista \| Equipe \| Tempo \| \| \| ------------------- \| ------------------------- \| ---------------------------------- \| ------------------- \| ------------------- \| \| 1. \| Kobe Goossens \| Intermarché-Circus-Wanty \| 4h07m00s \| \| \| 2. \| Pelayo Sánchez \| Burgos-BH \| + 39s \| \| \| 3. \| Lennert Van Eetvelt \| Lotto Dstny \| + 40s \| \| \| 4. \| Alessio Martinelli \| Green Project-Bardiani CSF-Faizanè \| + 40s \| \| \| 5. \| Roger Adrià \| Equipo Kern Pharma \| + 40s \| \| \| 6. \| Fernando Barceló \| Caja Rural-Seguros RGA \| + 44s \| \| \| 7. \| Patrick Konrad \| Bora-Hansgrohe \| + 44s \| \| \| 8. \| Louis Barré \| Arkéa-Samsic \| + 48s \| \| \| 9. \| Gonzalo Serrano Rodríguez \| Movistar Team \| + 50s \| \| \| 10. \| Emanuel Buchmann \| Bora-Hansgrohe \| + 53s \| \| |                           |                                    |          |
| |                           |                                    |          |
| Fonte: ProCyclingStats |                           |                                    |          |
| Classificação geral |                           |                                    |          |
| Ciclista | Ciclista                  | Equipe                             | Tempo    |
| 1. | Kobe Goossens             | Intermarché-Circus-Wanty           | 4h07m00s |
| 2. | Pelayo Sánchez            | Burgos-BH                          | + 39s    |
| 3. | Lennert Van Eetvelt       | Lotto Dstny                        | + 40s    |
| 4. | Alessio Martinelli        | Green Project-Bardiani CSF-Faizanè | + 40s    |
| 5. | Roger Adrià               | Equipo Kern Pharma                 | + 40s    |
| 6. | Fernando Barceló          | Caja Rural-Seguros RGA             | + 44s    |
| 7. | Patrick Konrad            | Bora-Hansgrohe                     | + 44s    |
| 8. | Louis Barré               | Arkéa-Samsic                       | + 48s    |
| 9. | Gonzalo Serrano Rodríguez | Movistar Team                      | + 50s    |
| 10. | Emanuel Buchmann          | Bora-Hansgrohe                     | + 53s    |

## UCI World Ranking
O Troféu Andratx-Olhador D'é Colomer outorgou pontos para o UCI World Ranking para corredores das equipas nas categorias UCI WorldTeam, UCI ProTeam e Continental. As seguintes tabelas são o barómetro de pontuação e os dez corredores que obtiveram mais pontos:
| Posição   | 1.º | 2.º | 3.º | 4.º | 5.º | 6.º | 7.º | 8.º | 9.º | 10.º | 11.º | 12.º | 13.º-15.º | 16.º-25.º |
| Pontuação | 125 | 85  | 70  | 60  | 50  | 40  | 35  | 30  | 25  | 20   | 15   | 10   | 5         | 3         |

| Classificação |                     |                                    |        |
| Posição       | Ciclista            | Equipa                             | Pontos |
| ------------- | ------------------- | ---------------------------------- | ------ |
| 1.º           | Kobe Goossens       | Intermarché-Circus-Wanty           | 125    |
| 2.º           | Pelayo Sánchez      | Burgos-BH                          | 85     |
| 3.º           | Lennert Van Eetvelt | Lotto Dstny                        | 70     |
| 4.º           | Alessio Martinelli  | Green Project-Bardiani CSF-Faizanè | 60     |
| 5.º           | Roger Adrià         | Equipo Kern Pharma                 | 50     |
| 6.º           | Fernando Barceló    | Caja Rural-Seguros RGA             | 40     |
| 7.º           | Patrick Konrad      | Bora-Hansgrohe                     | 35     |
| 8.º           | Louis Barré         | Arkéa Samsic                       | 30     |
| 9.º           | Gonzalo Serrano     | Movistar                           | 25     |
| 10.º          | Emanuel Buchmann    | Bora-Hansgrohe                     | 20     |